# 7. slovenska narodnoosvobodilna udarna brigada »France Prešeren«
7. slovenska narodnoosvobodilna udarna brigada »France Prešeren« (krajše 7. SNOUB »France Prešeren«; tudi Prešernova brigada) je bila ustanovljena 12. julija 1942 kot Gorenjska brigada.

## Zgodovina
Ukaz za ustanovitev brigade je bil 14. julija 1943, medtem ko je bila organizirana 6. avgusta 1943 na Špiku. Septembra 1943 je bila preimenovana v 7. SNOUB »France Prešeren«.

## Organizacija in struktura
september 1943
- poveljstvo
- 1. bataljon
- 2. bataljon

november 1943
- poveljstvo
- 1. bataljon
- 2. bataljon
- 3. bataljon
- 4. bataljon
- težka četa (protitankovski top, težki minomet, 4 težki mitraljezi)

november 1944
- poveljstvo
- 1. bataljon
- 2. bataljon
- 3. bataljon
- težka četa (protitankovski top, težki minomet, 4 težki mitraljezi)
- inženirski vod
- komunikacijski vod

## Oborožitev
15. november 1943
- pištole - 34
- puške - 255
- brzostrelke – 17
- lahki mitraljezi – 30
- lahki minometi - 7

## Pripadniki brigade

### Poveljstvo
Poveljnik
- Ivan Javor-Igor (12. julij - 14. julij 1943)
- Silvo Klavčič-Silvan (14. julij - 4. avgust 1943)
- Milan Tominec (avgust 1943)
- Dušan Švara-Dule (1. september - 6. oktober 1943)
- Branko Karapandža-Matjažek (6. oktober - 26. oktober 1943)
- Franc Jereb-Slavko (26. oktober - 27. november 1943)
- Rudolf Hribernik-Svarun (27. november 1943 - 19. junij 1944)
- Janko Prezelj-Stane (19. junij - 23. julij 1944)
- Karel Leskovec (23. julij 1944 - 10. marec 1945)
- Ferdo Tolar-Mirko: (14. marec 1945 - konec vojne)

Politični komisar
- Ivan Franko-Iztok (12. julij - 26. oktober 1943)
- Ludvik Petelinšek-Črt (26. oktober 1943 - 15. marec 1944)
- Davorin Ferligoj (15. marec - 4. september 1944)
- Viktor Kirn (4. september 1944 - 10. marec 1945)
- Anton Selinšek (10. marec 1945 - konec vojne)

Namestnik poveljnika
- Silvo Klavčič-Silvan (12. julij - 14. julij 1943)
- Milan Našič (avgust - 15. avgust 1943)
- Franc Vrhovšek-Čičarka (6. oktober - 26. oktober 1943)
- Albin Drolc-Krtina (26. oktober - 28. december 1943)
- Franc Jernejc-Milče (14. januar - 31. januar 1944)
- Janko Prezelj-Stane (februar - 16. marec 1944)
- Franc Jernejc-Milče (22. marec - april 1944)
- Karel Leskovec (april - 23. julij 1944)
- Rado Jakin (23. julij - december 1944)

Namestnik političnega komisarja
- ?-Robin (12. julij - 4. avgust 1943)
- Branko Karapandža-Matjažek (september - 6. oktober 1943)
- Franc Čopi-Borotin (26. oktober 1943 - 1. februar 1944)
- Marjan Kern (1. februar - 9. marec 1944)
- Petar Alfirević-Pero (9. marec - 20. oktober 1944)
- Stanko Primožič-Gorazd (20. oktober - 25. december 1944)
- Jan Koncilija (25. december 1944 - 28. april 1945)

Načelnik štaba
- Rudolf Hribernik-Svarun (26. oktober - 27. november 1943)
- Franc Jereb-Slavko (27. november 1943 - 9. marec 1944)
- Janko Prezelj-Stane (10. marec - 23. julij 1944)
- Franc Jernejc-Milče (19. junij - 23. april 1944)
- Karel Nardin-Jakec (23. julij 1944 - konec vojne)

### Moštvo
- september 1943 - manj kot 200
- november 1943 - 110
- 15. november 1943 - 398